# Teodosie (Gaju)
Teodosie (světským jménem: Serghei Gaju;* 18. července 1970, Kišiněv) je moldavský duchovní Ruské pravoslavné církve a biskup isilkulský a russko-poljanský.

## Život
Narodil se 18. července 1970 v Kišiněvě.
Po střední škole absolvoval povinnou vojenskou službu.
Od roku 1991 studoval na Moskevském duchovním semináři a v červenci 1994 byl přijat mezi bratry Trojicko-sergijevské lávry. Dne 13. dubna 1996 byl archimandritou Feognostem (Guzikovem) postřižen na monacha se jménem Teodosie na počest svatého Teodosia Pečerského.
Dne 29. dubna 1995 jej patriarcha moskevský a celé Rusi Alexij II. rukopoložil na jerodiákona a 13. dubna 1996 na jeromonacha. Sloužiľ v Nikolo-solbinském monastýru.
Dne 20. dubna 2005 byl jmenován představeným monastýru svatých carských strastotěrpců v jekatěrinburské eparchii. Dne 19. prosince byl povýšen na igumena.
Roku 2008 dokončil studium na Moskevské duchovní akademii a roku 2011 studium práva na Uralské státní právnické univerzitě.
Dne 6. října 2011 jej Svatý synod zvolil biskupem biškeckým a kyrgyzským. O dva dny později byl povýšen na archimandritu.
Dne 25. listopadu 2011 byl oficiálně jmenován biskupem a 4. prosince proběhla jeho biskupská chirotonie. Hlavním světitelem byl patriarcha moskevský a celé Rusi Kirill.
Dne 4. října 2012 mu byl změněn titul na biškecký a kyrgyzstánský
Dne 25. července 2014 byl převeden na isilkulskou katedru.